# Marià Serra i Esturí
Marià Serra i Esturí (Vic, Osona, 1867 - 1931) va ser un periodista català, canonge de la Catedral de Vic (1913).

## Biografia
En acabar els estudis eclesiàstics al Seminari de la seva ciutat, s'ordenà prevere (1891). Aquell mateix any entrà de mestre en la institució que l'havia format. Va ser el primer professor d'Estètica que va impartir aquesta assignatura al Seminari, amb el títol Nocions d'estètica i repàs de perceptiva literària, amb exercicis pràctics (1913-1917). El 1896 obtingué la llicenciatura en Teologia al Seminari de València.
Col·laborà en molts periòdics de Vic i Catalunya, com ara l'Almogàver, La Veu del Montserrat, Gazeta de Vich, Revista de Vich, Ilustració Catalana, La Veu de Catalunya, Catalunya Social, La Paraula Cristiana o Full Dominical. Destaquen les seves composicions poètiques i els seus articles socials-apologètics a La Veu del Montserrat.
És autor d'una biografia del bisbe Fra Anton Colomer, llegida en les sessions del Círcol Literari de Vic. En els seus articles periodístics, molt sovint signats amb el pseudònim Miquel Dausa, li agrada apropar-se a les figures vigatanes, com sant Miquel dels Sants, sant Antoni Maria Claret, Verdaguer, Torras i Bages. És autor de Frederic Ozanam. Compendi Biogràfic (Jeroni Portavella, Vic, 1923). Va publicar una biografia del Bisbe Corcuera (inclosa en la Gazeta de Vich), una Vida de Sta. Teresa de l'Infant Jesús (en dues edicions) i una aproximació a El Canonge Passarell (1912-14). Conjuntament amb Joan Lladó va escriure una Biografia del Ilm. y Rvm. Dr. D. Joseph Torras y Bages, bisbe de Vich (1916).
Traduí de la Vulgata llatina El Sant Evangeli de N.S. Jesucrist y els Fets dels Apòstols; traducció de la Vulgata llatina per D. Marian Serra y Esturí; ab una exhortació del Ilm. Dr. D. Joseph Torras y Bages (1912 i 1924) i un tractat de Patrologia de J. Tixeront. Va ser, a més, examinador prosinodal, censor d'ofici (1880).